# Montreux Volley Masters 2008
Il Monterux Volley Masters di pallavolo femminile 2008 si è svolto dal 4 all'8 giugno 2008 a Montreux, in Svizzera. Al torneo hanno partecipato 6 squadre nazionali e la vittoria finale è andata par la nona volta a Cuba.

## Squadre partecipanti
- Cina
- Cuba
- Germania
- Italia
- Paesi Bassi
- Serbia

## Podio

### Campione
Formazione: 1 Yumilka Ruiz, 2 Yanelis Santos, 3 Nancy Carrillo, 6 Daimí Ramírez, 7 Lisbet Arredondo, 9 Rachel Sánchez, 11 Liana Mesa, 12 Rosir Calderón, 14 Kenia Carcaces, 15 Yusidey Silié, 18 Zoila Barros, CT: Antonio Perdomo

### Secondo posto
Formazione: 1 Wang Yimei, 2 Feng Kun, 3 Yang Hao, 4 Liu Yanan, 5 Wei Qiuyue, 6 Xu Yunli, 7 Zhou Suhong, 9 Zhao Ruirui, 10 Xue Ming, 11 Li Juan, 12 Zhao Yanni, 15 Zhang Xian, 17 Ma Yunwen, CT: Chen Zhonghe

### Terzo posto
Formazione: 2 Valentina Arrighetti, 3 Paola Croce, 4 Nadia Centoni, 6 Valentina Fiorin, 7 Lucia Crisanti, 9 Manuela Secolo, 10 Paola Cardullo, 11 Serena Ortolani, 14 Eleonora Lo Bianco, 15 Sandra Vitez, 16 Lucia Bosetti, 17 Simona Gioli, 18 Giulia Pincerato, CT: Massimo Barbolini

## Classifica finale
| Classifica | Squadre     |
| ---------- | ----------- |
|            | Cuba        |
|            | Cina        |
|            | Italia      |
| 4          | Paesi Bassi |
| 5          | Germania    |
| 6          | Serbia      |